# Emil Erwin Gaul
Emil Erwin Gaul (* 22. März 1903 in Nieder-Ingelheim; † 14. September 1969 in Ingelheim am Rhein) war ein deutscher Landwirt, Winzer und Politiker (FDP).

## Leben
Nach dem Besuch der Volksschule absolvierte Gaul eine Lehre als Elektriker, die er mit der Gesellenprüfung abschloss. Er arbeitete zunächst in seinem erlernten Beruf und war später als Landwirt und Winzer tätig. Von 1940 bis 1941 und erneut im Jahre 1944 nahm er als Soldat am Zweiten Weltkrieg teil. Aufgrund seiner Mitgliedschaft in der Nationalsozialistischen Volkswohlfahrt, der er sich 1943 angeschlossen hatte, musste er sich nach dem Krieg einem Entnazifizierungsverfahren unterziehen. Das Verfahren wurde am 30. November 1948 durch den Öffentlichen Kläger des Untersuchungsausschusses Kreis Bingen eingestellt. Neben seiner beruflichen Tätigkeit war Gaul in landwirtschaftlichen Verbänden organisiert.
Gaul war Mitbegründer der FDP in Ingelheim und dort von 1952 bis 1955 Mitglied des Hauptausschusses. Von 1952 bis 1956 war er Vorsitzender des FDP-Kreisverbandes Bingen. Ab 1952 war er Ratsherr in Ingelheim und dort Vorsitzender der FDP-Fraktion, später dann Beigeordneter der Stadt.
Dem Rheinland-Pfälzischen Landtag gehörte Gaul vom 16. November 1957, als er für den ausgeschiedenen Abgeordneten Fritz-Rudolf Schultz nachrückte, bis 1959 an. Im Parlament war er Mitglied des Rechtsausschusses.